# دانيال كلايتون
دانيال كلايتون (28 سبتمبر 1875 في نيوزيلندا - 1938) (بالإنجليزية: Daniel Clayton)‏ هو لاعب كريكت نيوزلندي.

## وصلات خارجية
- دانيال كلايتون على موقع إي آس بي آن كريك إنفو (الإنجليزية)